# Guarino di Colonia
Guarino di Colonia, in tedesco Warin, in latino Vuerin, (... – 21 settembre 985) fu arcivescovo di Colonia dal 976 alla morte.

## Biografia
L'ascendenza di Guarino, che fu latinizzato in Vuerin, non è chiara. Prima della sua elevazione ad arcivescovo di Colonia, Guarino fu menzionato come chierico nella cattedrale di Colonia.
Nel 976 Guarino succedette all'arcivescovo Gerone.
Tra il 979 e il 985 Guarino espulse l'abate Sandrad dall'abbazia da lui diretta di Gladbach, in quanto era stato accusato di essere più al servizio del vescovo di Liegi che al suo. Al posto di Sandrad insediò un abate che sperperò rapidamente le proprietà, i possedimenti e le reliquie del monastero.
Nel 983 l'imperatore Ottone II gli affidò l'educazione di suo figlio, Ottone III, che fu incoronato re ad Aquisgrana il 25 dicembre 983 dagli arcivescovi Villigiso di Magonza e Giovanni X di Ravenna. Dopo la morte dell'imperatore Ottone II, Guarino consegnò il giovane Ottone III a Enrico il Litigioso nel 984 e sostenne apertamente questo nella sua rivendicazione al trono.
Dopo la sua morte, avvenuta il 21 settembre 985 nel monastero di San Martino di Colonia, gli succedette nella cattedra arcivescovile Evergero.